# Illdisposed
Illdisposed es una banda de death metal originaria de Aarhus, Dinamarca la cual fue formada en 1991. Los integrantes de la banda son: Bo Summer (vocalista), los guitarristas Jakob Hansen y Franz Hellboss, el bajista Jonas Mikkelsen y el baterista Thomas Jensen.
Illdisposed ha lanzado ocho álbumes de estudio, dos recopilaciones, un extended play (EP), y un DVD oficial.

## Biografía

### Four Depressive Seasons,SubmityThere's Something Rotten…(1992–1997)
A principios de 1991, se creó Illdisposed y poco después lanzó su primer demo titulado The Winter of Our Discontempt, el demo fue lanzado vía Nuclear Blast Records. A finales de 1992, la banda contribuyó con la canción "Revert" para el álbum recopilatorio Fuck You, We're from Denmark, realizado por la disquera "Progress Red Labels" y en 1993 lanzaron su álbum debut Four Depressive Seasons, y en diciembre del 93 participaron en una gira por Europa apoyando a las bandas Wargasm y Sinister. En 1994, el baterista Michael Enevoldsen abandono Illdisposed para integrarse a la banda Angel Accelerator Death y el guitarrista Martin Gilsted de igual manera dejó la banda debido a problemas de alcoholismo y fue temporalmente reemplazado por Hans Wagner. A principios del año 1995, el baterista Lars Hald participó con ellos en algunos conciertos. El segundo álbum, Submit fue realizado ya con un nuevo baterista Rognvard Rolf-Hansen, quien había sido guitarrista de la banda Caustic proveniente de Esbjerg. Durante una gira por Alemania para promover su álbum, el guitarrista Lasse Bak se integró a la banda para participar con ellos en la gira. There's Something Rotten in the State of Denmark fue el tercer álbum, el cual fue realizado en 1997. El álbum marco la salida del guitarrista Morten Gilsted, el cual fue reemplazado por Tore Mogensen.

### RetroyKokaiinum(1998–2002)
En el año 2000, Illdisposed realizó un álbum tributo Retro, el cual contiene covers de bandas tales como Carcass, Autopsy, Darkthrone, Venom, Motörhead, y AC/DC.
El 4 de octubre de 2004, Illdisposed lanza lo que sería uno de sus álbumes mejores vendidos, bajo el sello discográfico de Massacre records lanzan 1-800 Vindication. para sus fanes más acérrimos es uno de los mejores álbumes grabados por la banda danesa de Death Melódico, canciones como I Believe in Me, You Against the World, Now we are History... es uno de los álbumes más importantes del Death Metal Melódico y uno de los más vendidos por la banda danesa.

## Discografía

### Álbumes de estudio
- Four Depressive Seasons (1993), Progress Red Labels
- Submit (Illdisposed (1995), Progress Records
- There's Something Rotten... In the State of Denmark (1997), Serious Entertainment
- Retro (2000), Diehard Music
- Kokaiinum (2001), Diehard Music
- 1-800 Vindication (2004), Roadrunner Records
- Burn Me Wicked (2006), Roadrunner Records
- The Prestige (2008), AFM Records
- To Those Who Walk Behind Us (2008), Massacre Records
- There Is Light (But It's Not For Me) (2011)
- Sense the Darkness (2012), Massacre Records[4]
- With The Lost Souls On Our Side (2014), Massacre Records
- Grey Sky Over Black Town (2016), Massacre Records
- Reveal Your Soul for the Dead (2019)

### EP
- Return from Tomorrow]] (EP - 1994), Progress Red Labels
- Demo 2003 (EP - 2003) lanzamiento independiente

### Recopilatorios
- Helvede (Compilation - 1995), RSS
- The Best Of Illdisposed 2004 - 2011 (2012, Massacre Records)[5]

## Integrantes

### Actuales
- Bo "Subwoofer" Summer – voz (1991– )
- Jakob "Batten" Hansen – guitarra (2003– ), bajo (1999–2003)
- Rasmus Henriksen – guitarra (2019– )
- Onkel K. Jensen – bajo (2012– )
- Rasmus Schmidt - batería (2014– )

### Anteriores
- Hans Wagner – guitarra (1991–1992)
- Michael "Panzergeneral" Enevoldsen – batería (1991–1994)
- Morten Gilsted – guitarra (1993–1997)
- Ronnie Raabjerg Bak – bajo (1991–1998)
- Lasse Dennis Raabjerg Bak – guitarra (1991–2007)
- Lars Hald – batería (1995)
- Rolf Hansen – batería (1995–2001)
- Tore "The Pimp" Mogensen – guitarra (1997–2002)
- Jonas "Kloge" Mikkelsen – bajo (2004–2012)
- Thomas "Muskelbux" Jensen – batería (2003–2013)
- Martin Thim – guitarra (2005–2006)
- Franz Gottschalk – guitarra (2007–2011)
- Kim Langkjaer Jensen - batería  (2013–2014)
- Ken Holst - guitarra  (2012–2019)